# Les Allen
Leslie William Allen, plus connu sous le nom de Les Allen (né le 4 septembre 1937 à Dagenham dans le Grand Londres), est un footballeur anglais qui évoluait au poste d'attaquant, avant de devenir ensuite entraîneur.

## Biographie

### Carrière de joueur
Les Allen joue principalement en faveur des clubs de Chelsea FC, Tottenham Hotspur et Queens Park Rangers.
Il dispute 40 matchs en première division anglaise, inscrivant sept buts. Il joue également deux matchs en Coupe d'Europe des clubs champions, trois rencontres en Coupe de l'UEFA, et une rencontre en Coupe des coupes (un but).

### Vie personnelle
Les Allen appartient à une famille de footballeurs. En effet, son frère cadet, Dennis, fut également professionnel, ainsi que ses fils Clive et Bradley, son petit-fils Oliver, ses neveux Paul et Martin, ainsi que son petit-neveu Charlie.

## Palmarès
| Chelsea - Championnat d'Angleterre (1) : - Champion : 1954-55. - Charity Shield (1) : - Vainqueur : 1955.                                      |  | Tottenham Hotspur \| - Championnat d'Angleterre (1) : - Champion : 1960-61. - Vice-champion : 1962-63. - Coupe d'Angleterre (2) : - Vainqueur : 1960-61 et 1961-62. \| \| - Charity Shield (2) : - Vainqueur : 1961 et 1962. - Coupe d'Europe des vainqueurs de coupe (1) : - Vainqueur : 1962-63. \| |
| - Championnat d'Angleterre (1) : - Champion : 1960-61. - Vice-champion : 1962-63. - Coupe d'Angleterre (2) : - Vainqueur : 1960-61 et 1961-62. |  | - Charity Shield (2) : - Vainqueur : 1961 et 1962. - Coupe d'Europe des vainqueurs de coupe (1) : - Vainqueur : 1962-63. |

 Queens Park Rangers
| - Championnat d'Angleterre D2 : - Vice-champion : 1967-68. - Championnat d'Angleterre D3 (1) : - Champion : 1966-67. - Meilleur buteur : 1965-66 (30 buts). |  | - Coupe de la Ligue anglaise (1) : - Vainqueur : 1966-67. |